# Euselasia thucydides
Euselasia thucydides is een vlindersoort uit de familie van de prachtvlinders (Riodinidae), onderfamilie Euselasiinae.
Euselasia thucydides werd in 1793 beschreven door Fabricius.